# Catonephele
Genre
Catonephele est un genre de papillons de la famille des Nymphalidae, sous famille des Biblidinae, tribu des Biblidini, Sous-tribu des Epicalina.

## Dénomiation
- Le genre a été décrit par l’entomologiste allemand Jakob Hubner en 1819[1].
- L'espèce type pour le genre est Catonephele eupalemaena (Hübner, 1819), aujourd'hui Catonephele acontius

### Synonymie
- Epicalia (Doubleday, 1844)[2]

## Taxinomie
Liste des espèces 
- Catonephele acontius (Linnaeus, 1771)
- Catonephele antinoe (Godart, [1824])
- Catonephele chromis (Doubleday, [1848])
- Catonephele cortesi (Maza, 1982)
- Catonephele mexicana (Jenkins & Maza, 1985)
- Catonephele numilia (Cramer, [1775])
- Catonephele nyctimus (Westwood, 1850)
- Catonephele orites (Stichel, 1899)
- Catonephele sabrina (Hewitson, 1851)
- Catonephele salacia (Hewitson, 1851)
- Catonephele salambria (C. & R. Felder, 1861)

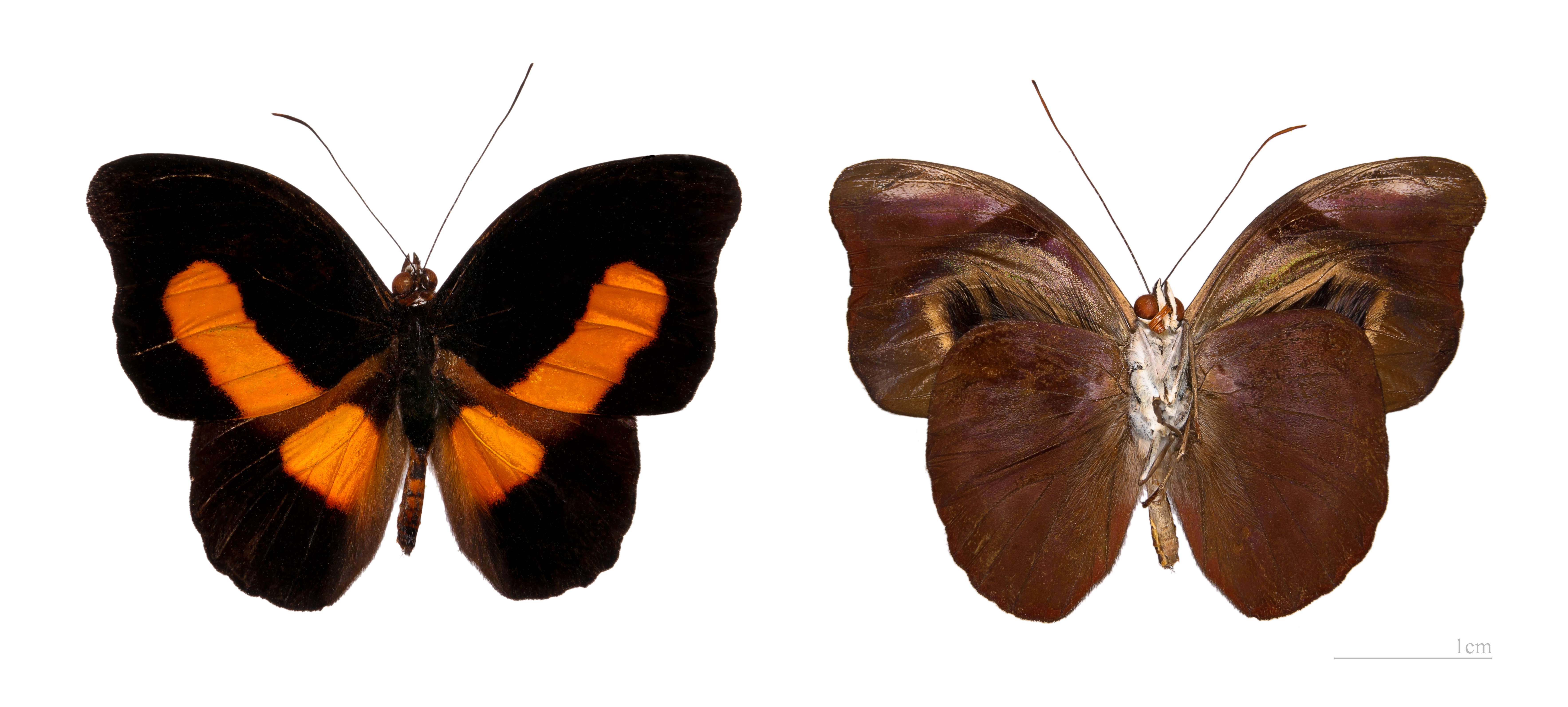
Catonephele acontius ♂ - MHNT
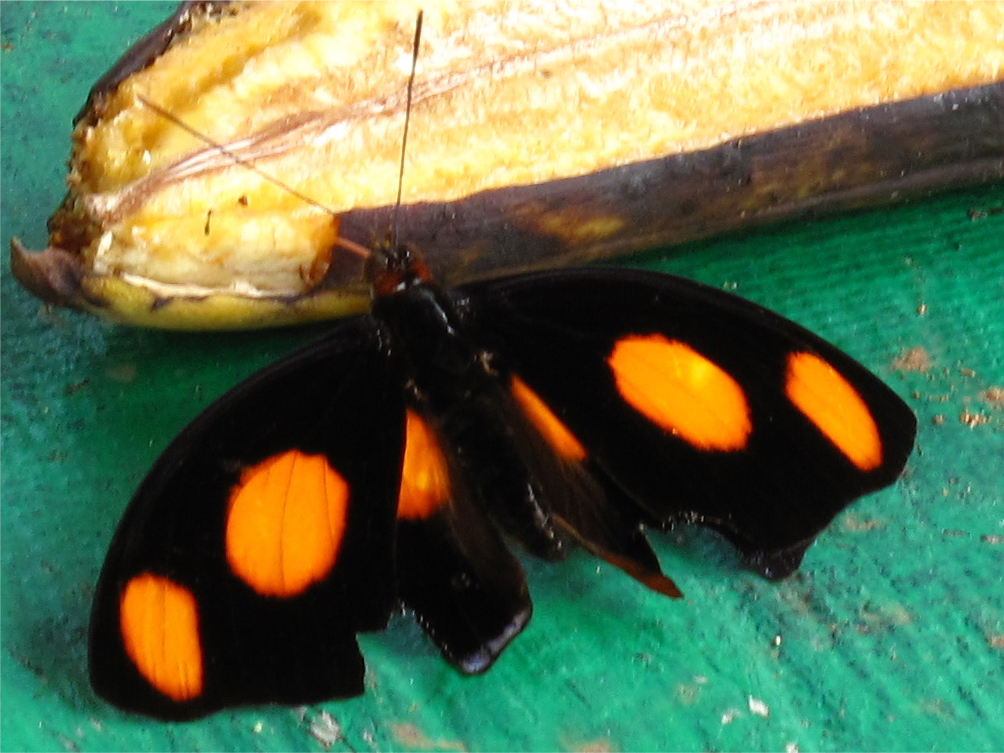
Catonephele numilia
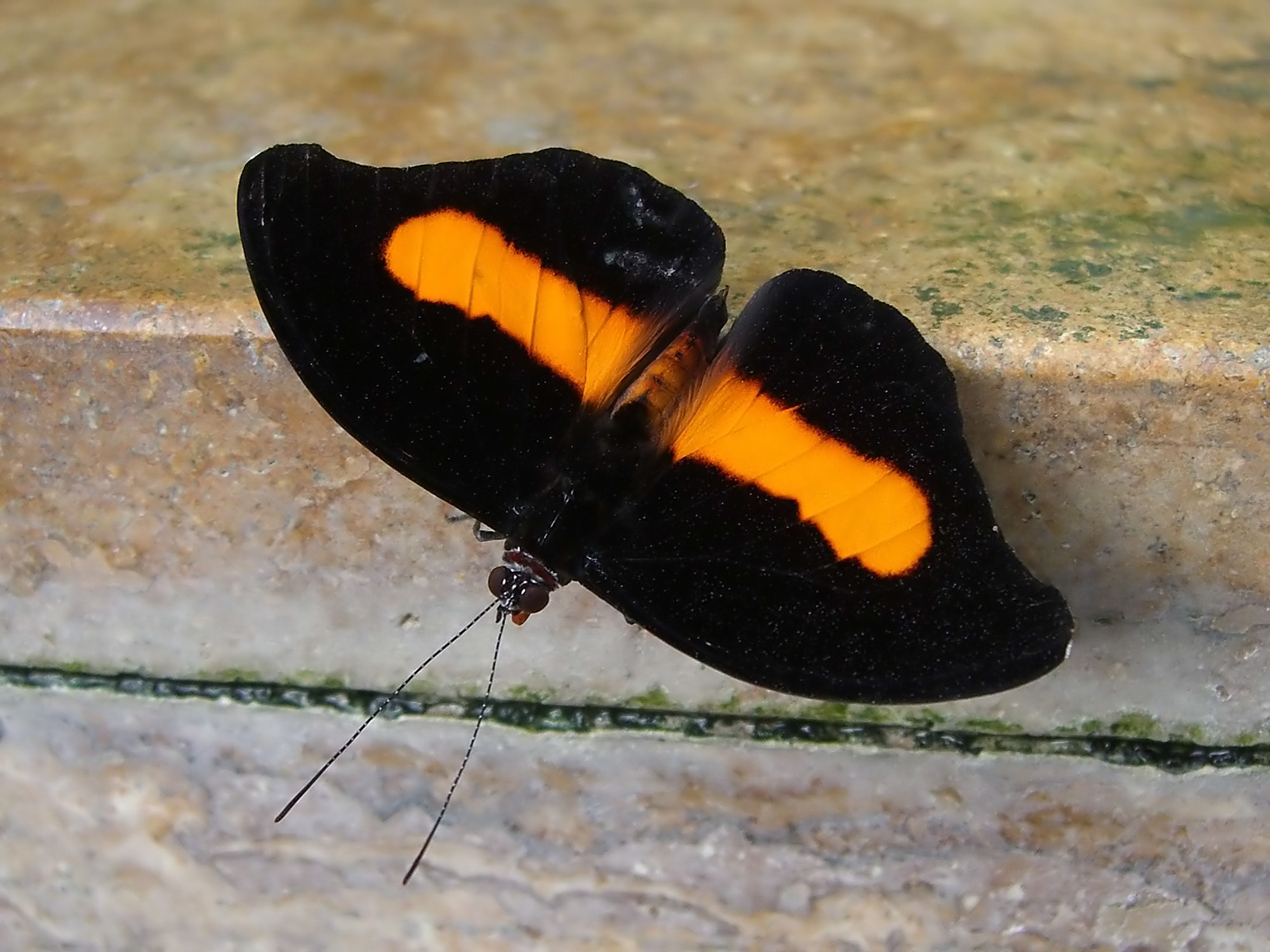
Catonephele.orites

## Répartition
Amérique centrale et Amérique du Sud.